# Arcos de las Salinas

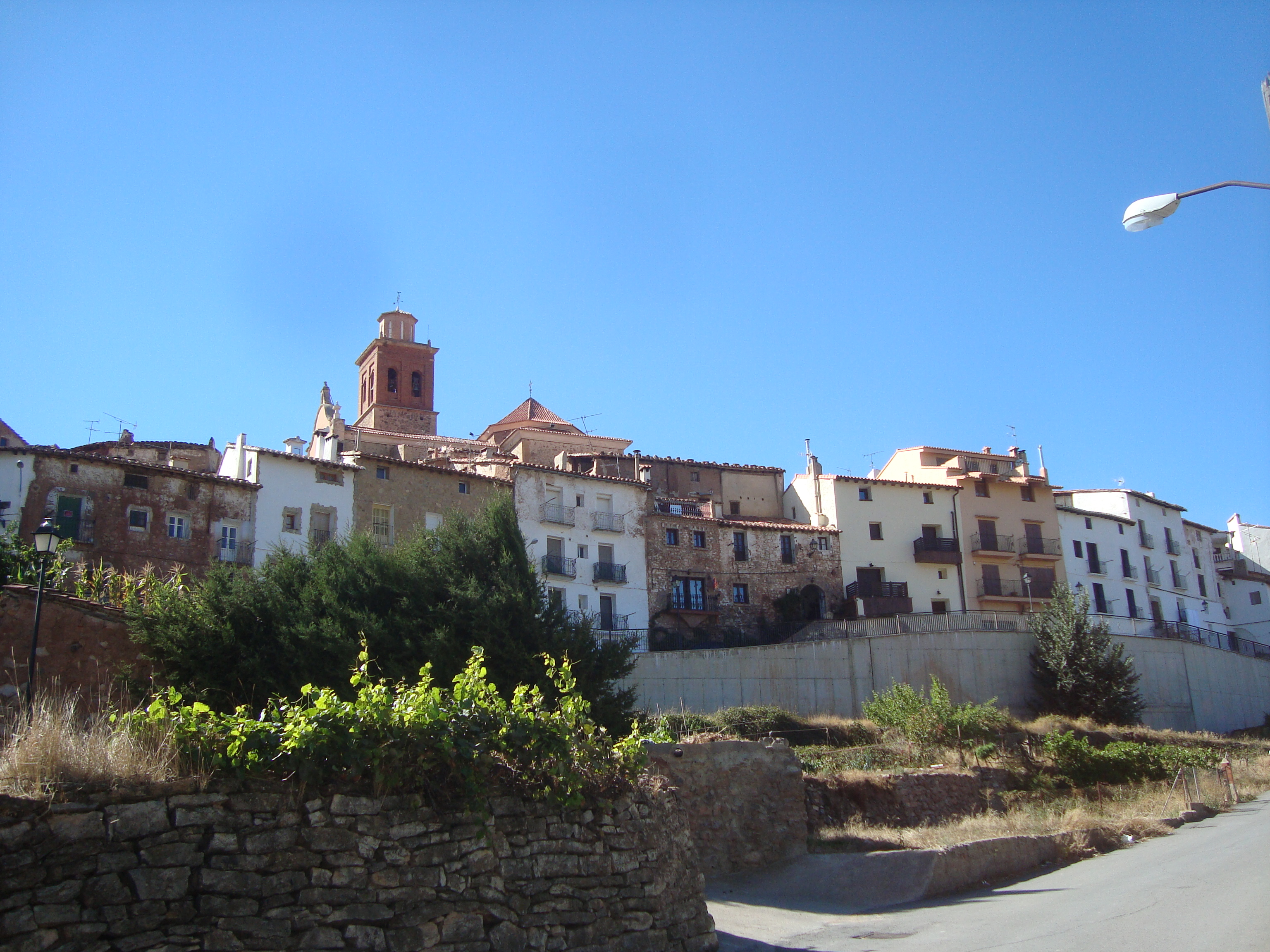
Arcos de las Salinas (Teruel)

Arcos de las Salinas est une commune d’Espagne, dans la province de Teruel, communauté autonome d'Aragon, comarque de Gúdar-Javalambre

## Liens externes

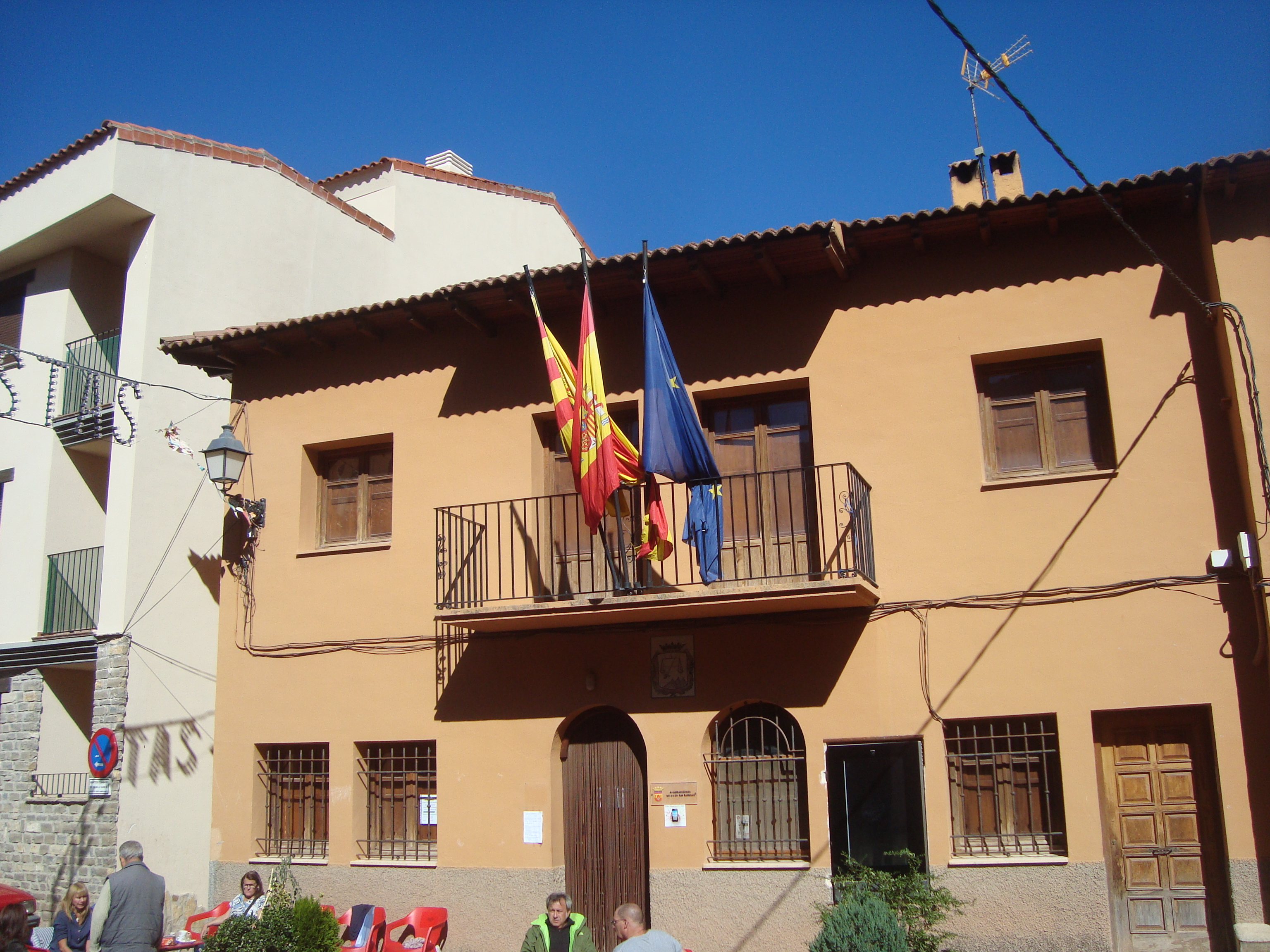
Ayuntamiento de Arcos de las Salinas (Teruel)

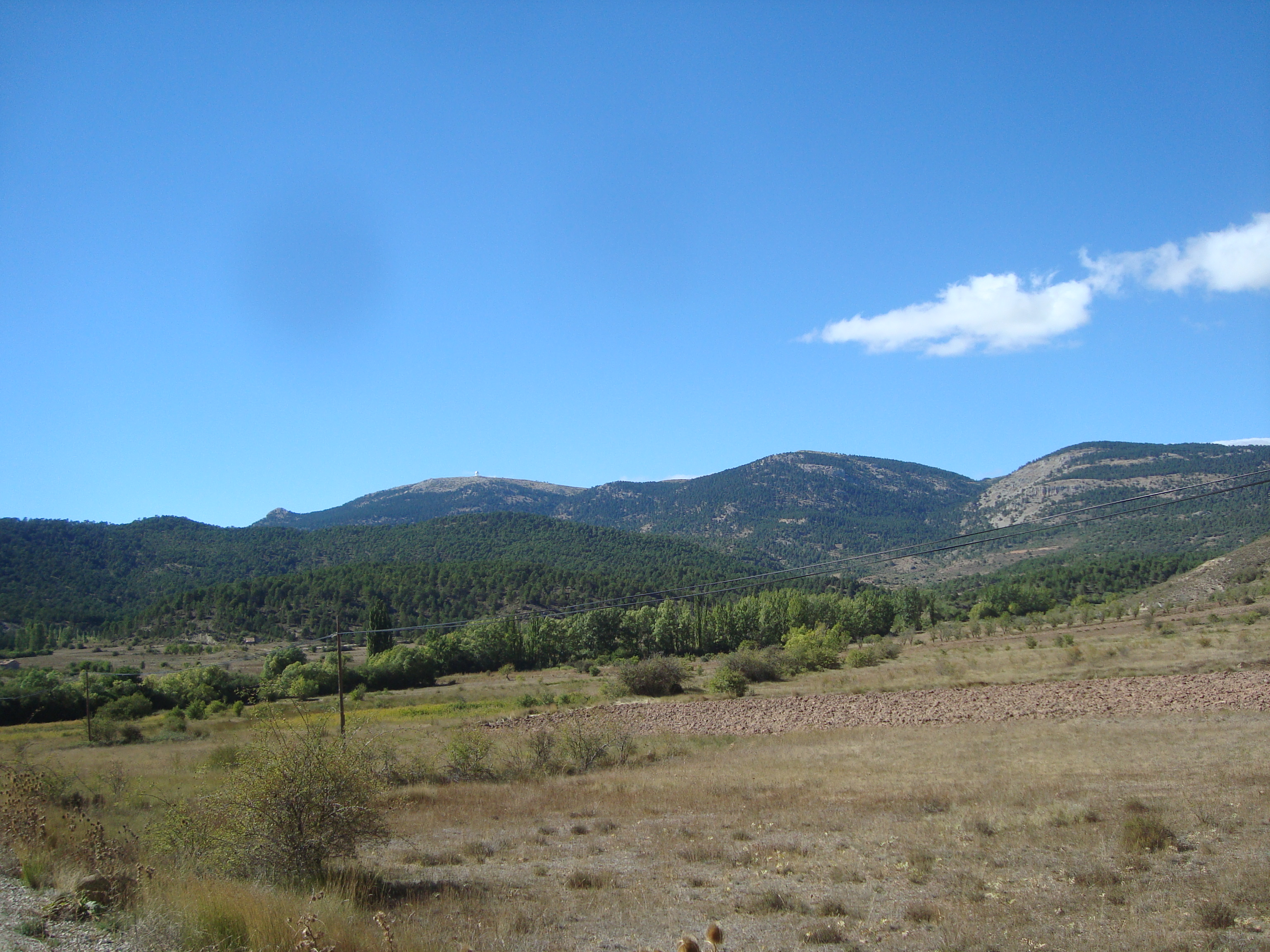
Sierra de Javalambre, Pico del Buitre y Observatorio Astrofísico de Javalambre (Arcos de las Salinas, Teruel)